# Звягина, Сусанна Николаевна
Суса́нна Никола́евна Звя́гина (11 июля 1918, Рославль, Смоленская губерния — 13 марта 2006, Москва, Россия) — артистка балета, характерная солистка Большого театра в 1937—1961 годах, главный балетмейстер Московского мюзик-холла, балетовед. заслуженная артистка РСФСР (1958).

## Биография
Родилась в 1918 году в городе Рославле Смоленской губернии, в 1937 году окончила Московский хореографический техникум по классу Елизаветы Гердт. Первой дебютной и выпускной ролью, определившей амплуа Звягиной как характерной танцовщицы, стала партия Заремы в «Бахчисарайском фонтане» Б. В. Асафьева. По окончании обучения поступила в балетную труппу Большого театра, где проработала до 1961 года. Исполняла в спектаклях испанские, цыганские, молдавские, венгерские, польские и другие характерные танцы.
В течение двух с половиной лет в период Великой Отечественной войны активно гастролировала на линии фронта и руководила фронтовыми концернтными бригадами Большого театра, в составе которых дала более полутора тысяч концертов для участников боевых действий. C 1944 года состояла в КПСС.
В 1954 году вместе с другими артистами театра снималась в фильме-балете Лео Арнштама и Леонида Лавровского «Ромео и Джульетта».
Звягина дружила с режиссёром театра и кино Сергеем Эйзенштейном. Для неё был написан концертный номер «Последний разговор (Кармен и Хозе)», в котором она блистала в паре с другим характерным танцовщиком Большого театра Константином Рихтером.
С 1961 по 1970 год была балетмейстером-репетитором Новосибирского театра оперы и балета. В 1975 году в должности главного балетмейстера возродила деятельность Московского мюзик-холла.
В 1965 году окончила факультет театроведения ГИТИСа, в 1970-е годы вернулась в Большой театр в должности председателя Совета ветеранов.
Похоронена на Ваганьковском кладбище.

## Репертуар в Большом театре
- Мазурка, «Лебединое озеро» П. Чайковского, хореография А. Горского, постановка Е. Долинской
- Нимфа, опера М. Глинки «Иван Сусанин», хореография Р. Захарова
- Мерседес и болеро, «Дон Кихот» Л. Минкуса, хореография А. Горского
- Тереза, «Пламя Парижа» Б.Асафьева, хореография В. Вайнонена
- Андалузка, «Золушка» С. Прокофьева, хореография Л. Лавровского
- Цыганка, «Сказ о каменном цветке» С. Прокофьева, хореография Л. Лавровского
- Испанка, «Мирандолина» С. Василенко, хореография В. Вайнонена
- Персидка, «Половецкие пляски» из оперы «Князь Игорь»
- Килина, «Лесная песня» Жуковского[1][5].

## Семья
Сусанна Звягина была двоюродной сестрой архиепископа Саратовского и Вольского Пимена (Хмелевского) и супругой учёного-физиолога Константина Бутейко.
Дочь: Сусанна Бутейко/Мальцева (1954—2008) — супруга выдающегося советского хоккеиста, 2-кратного олимпийского чемпиона Александра Мальцева. Окончила академию классического балета им. Вагановой и работала в танцевальной труппе Театра Эстрады в Москве.
Внук: Александр Мальцев мл. (1974) — специалист по информационным технологиям, консультант.
Правнучка: Виктория Мальцева (2005) — выпускница московской академии балета МГАХ, призёр конкурсов, балерина в Нижегородском Театре Оперы и Балета им.Пушкина.

## Журнальные публикации
В 1970-х годах Сусанна Звягина была редактором газеты Большого театра и сотрудничала с журналом «Балет».

## Награды и звания
- Орден Почёта (14 июля 2004 года) — за многолетнюю плодотворную деятельность в области культуры и искусства[6]
- Орден Красной Звезды (23 марта 1943 года)
- Два ордена «Знак Почёта» (27 мая 1951 года[7]; 15 сентября 1959 года)
- медали
- Заслуженная артистка РСФСР (31 октября 1958 года)
- Благодарность Президента Российской Федерации (22 марта 2001 года) — за большой вклад в развитие отечественного музыкально-театрального искусства[8]
- Почётная грамота Президиума Верховного Совета РСФСР (25 мая 1976 года) — за многолетнюю плодотворную работу в области советского искусства и в связи с 200-летием Государственного академического Большого театра СССР[9]